# Headstones
Headstones (с с англ. — «надгробия») — студийный альбом группы Lake of Tears, вышедший в 1995 году.
Headstones записан в марте — апреле 1995 года. Второй альбом Lake of Tears и последний, на котором группа играет «чистый» дум.

## Список композиций
1. A Foreign Road — 4:07
2. Raven Land — 5:42
3. Dreamdemons — 5:14
4. Sweetwater — 4:33
5. Life’s But a Dream — 1:25
6. Headstones — 5:16
7. Twilight — 4:58
8. Burn Fire Burn — 3:39
9. The Path of the Gods (Upon the Highest Mountain, Pt. 2) — 13:29

## Участники записи
- Daniel Brennare — вокал, гитара
- Mikael Larsson — бас
- Jonas Eriksson — гитара
- Johan Oudhuis — ударные

### Приглашённые музыканты
- Ulf Petterson — клавишные
- Annica Karlsson — вокал
- Mikael Hult — акустическая гитара (для песни «Headstones»)